# خلية نجمية
تُعد الخلايا النجمية (من اليونانية القديمة ἄστρον، ástron، أي «نجمة» +، kútos، أي «تجويف»، أو «خلية»)، والمعروفة أيضًا إجمالًا باسم الدبق نجمي الخلايا، خلايا دبقية مميزة نجمية الشكل، توجد في الدماغ والحبل الشوكي. تؤدي هذه الخلايا العديد من الوظائف، بما فيها الدعم الكيميائي الحيوي للخلايا البطانية التي تشكل الحاجز الدموي الدماغي، وتوفير العناصر الغذائية للأنسجة العصبية، والحفاظ على توازن الأيونات خارج الخلية، وتنظيم تدفق الدم في المخ، إضافةً إلى دورها في عمليات الإصلاح والتندب في الدماغ والنخاع الشوكي بعد العدوى والإصابات الرضية. لم تُحدد نسبة الخلايا النجمية في الدماغ تحديدًا جيدًا؛ اعتمادًا على تقنية العد المستخدمة، وجدت الدراسات أن نسبة الخلايا النجمية تختلف حسب المنطقة وتتراوح بين 20% و40% من جميع الخلايا الدبقية. تشير دراسة أخرى إلى امتلاك الخلايا النجمية العدد الأكبر بين أنواع الخلايا في الدماغ. تمثل الخلايا النجمية المصدر الرئيسي للكوليسترول في الجهاز العصبي المركزي. ينقل صميم البروتين الشحمي إي الكوليسترول من الخلايا النجمية إلى الخلايا العصبية والخلايا الدبقية الأخرى، وينظم إشارات الخلايا في الدماغ. إن الخلايا النجمية عند البشر أكبر بعشرين مرة من الخلايا في أدمغة القوارض، وتتصل بعدد أكبر من المشابك بنحو عشرة أضعاف.

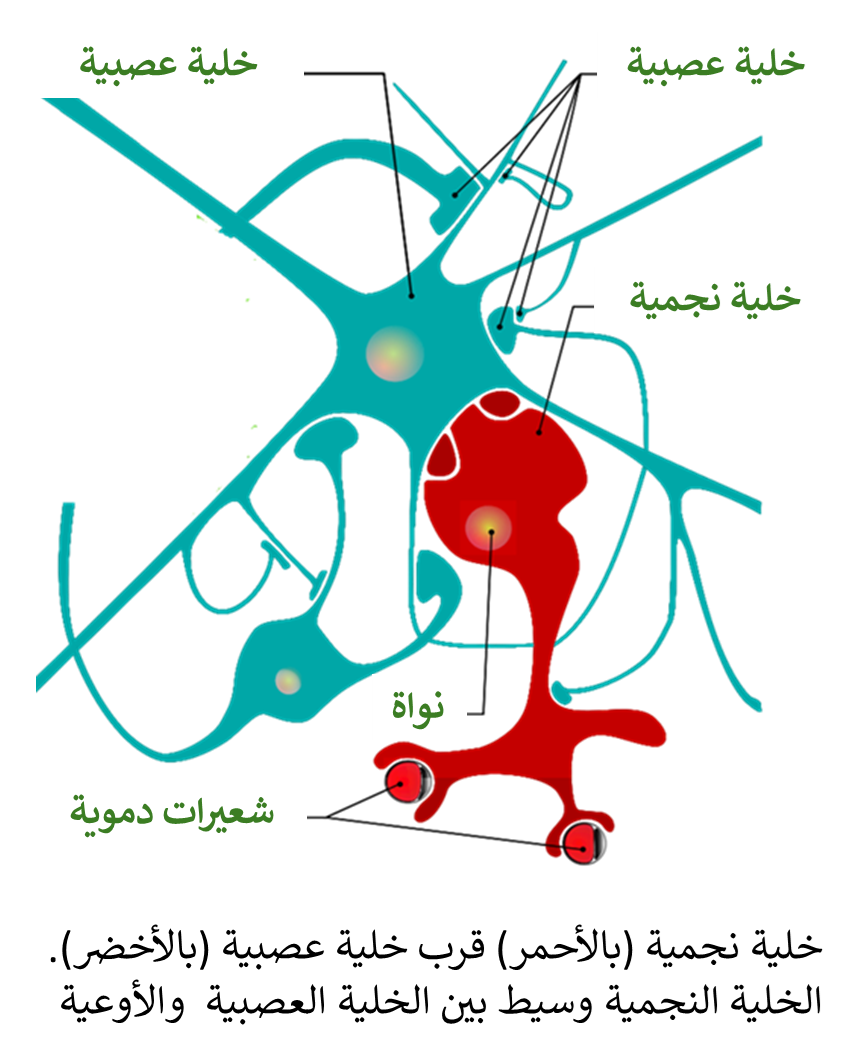
خلية نجمية (بالأحمر) قرب خلية عصبية (بالأخضر)

أظهرت الأبحاث منذ منتصف التسعينيات أن الخلايا النجمية تنشر موجات الكالسيوم Ca2+ بين الخلايا عبر مسافات طويلة استجابةً للتحفيز، وعلى غرار الخلايا العصبية، تطلق نواقل (تسمى الناقلات الدبقية) بطريقة تعتمد على Ca2+. تشير البيانات إلى إرسال الخلايا النجمية أيضًا إشارات إلى الخلايا العصبية من خلال إطلاق الغلوتامات المعتمد على Ca2+. جعلت هذه الاكتشافات الخلايا النجمية مجالًا مهمًا للبحث في مجال علم الأعصاب.

## البنية
تُعد الخلايا النجمية نوعًا فرعيًا من الخلايا الدبقية في الجهاز العصبي المركزي. تُعرف أيضًا باسم الخلايا الدبقية النجمية. تغلف استطالاتها النجمية العديدة المشابك العصبية التي تصنعها الخلايا العصبية. تستطيع خلية نجمية بشرية واحدة أن تتفاعل مع ما يصل إلى مليوني مشبك في الوقت نفسه. تُحدد الخلايا النجمية بصورة كلاسيكية باستخدام التحليل النسيجي؛ تعبر العديد من هذه الخلايا عن خيط الحمض البروتيني الدبقي الليفي المتوسط (جي إف إيه بّي). توجد أشكال عدة من الخلايا النجمية في الجهاز العصبي المركزي، بما فيها الليفية (في المادة البيضاء) والبروتوبلازمية (في المادة الرمادية) والمتشععة. توجد الخلايا الدبقية الليفية عادةً داخل المادة البيضاء، وتحتوي عددًا قليلًا نسبيًا من العضيات، وتعطي استطالات خلوية طويلة غير متفرعة. غالبًا ما يعطي هذا النوع الاستطالات الانتهائية النجمية التي تربط الخلايا فعليًا بالجزء الخارجي من جدران الشعيرات الدموية عندما تكون قريبة منها. يُعد النوع البروتوبلازمي الأكثر انتشارًا ويوجد في أنسجة المادة الرمادية، ويمتلك كمية أكبر من العضيات، ويعطي استطالات ثلاثية قصيرة وعالية التشعب. تتوضع الخلايا الدبقية المتشععة في مستويات عمودية على محاور الجهاز البطيني الدماغي، وتتاخم إحدى استطالاتها الأم الحنون، بينما تندفن الأخرى بعمق في المادة الرمادية. توجد الخلايا الدبقية المتشععة في أثناء التطور غالبًا، وتؤدي دورًا في هجرة الخلايا العصبية. تمثل خلايا مولر في شبكية العين وخلايا بيرغمان الدبقية في القشرة المخيخية استثناءً، مع استمرار وجودها في مرحلة البلوغ. ترسل الأنواع الثلاثة من الخلايا النجمية القريبة من الأم الحنون استطالات لتشكيل الغشاء الحنوني الدبقي.

### التطور
تُعد الخلايا النجمية من خلايا الدبق الكبروي في الجهاز العصبي المركزي، وتُشتق من مجموعات متغايرة من الخلايا السليفة في الظهارة العصبية للجهاز العصبي المركزي النامي. يُلاحظ تشابه بين الآليات الجينية المعروفة التي تحدد أصل أنواع فرعية متنوعة من الخلايا العصبية ومنها خلايا الدبق الكبروي. تمامًا كما هو الحال مع خصائص الخلايا العصبية، توفر العوامل الإشعارية المعيارية مثل بروتين القنفذ الصوتي (إس إتش إتش) وعامل نمو الأرومة الليفية (إف جي إف) وبروتين دبليو إن تي وبروتينات التخلق العظمي (بي إم بّي) معلومات وضعية للخلايا الدبقية الكبروية النامية عبر المدروجات المورفوجينية على طول المحاور الظهرية-البطنية والأمامية-الخلفية والأنسية-الوحشية. يؤدي التنميط الناتج على طول المحور العصبي إلى تجزئة الظهارة العصبية إلى نطاقات السلف (بّي0 وبّي1 وبّي2 وبّي3 وبّ إم إن) الخاصة بأنواع الخلايا العصبية المتميزة في الحبل الشوكي النامي. استنادًا إلى العديد من الدراسات، يُعتقد الآن أن هذا النموذج ينطبق أيضًا على خصائص خلايا الدبق الكبروي. أظهرت الدراسات التي أجراها هوشستم وزملاؤه أن ثلاث مجموعات متميزة من الخلايا النجمية تنشأ من النطاقات بّي1 وبّي2 وبّي3. يمكن تحديد هذه الأنواع الفرعية من الخلايا النجمية وفق تعبيرها عن عوامل النسخ المختلفة (PAX6، NKX6.1) وواسمات سطح الخلية (الريلين وSLIT1). إن مجموعات الأنواع الفرعية الثلاثة للخلايا النجمية المحددة هي 1) الخلايا النجمية VA1 ظهرية التوضع، والمشتقة من نطاق بّي1، وتعبر عن PAX6 والريلين، و2) الخلايا النجمية VA3 بطنية التوضع، والمشتقة من نطاق بّي3، وتعبر عن NKX6.1 و SLIT1، و3) والمادة البيضاء الوسيطة الموجودة في الخلية النجمية VA2، والمشتقة من نطاق بّي2، والتي تعبر عن PAX6 و NKX6.1 والريلين وSLIT1. بعد ظهور خصائص الخلايا النجمية في الجهاز العصبي المركزي النامي، يُعتقد أن سلائف الخلايا النجمية تهاجر إلى مواقعها النهائية داخل الجهاز العصبي قبل حدوث عملية التمايز النهائي.

## الأنواع
|                                    | خَلايا نَجميلة بروتوبلازمية        | خَلايا نَجمية ليفية                         |
| ---------------------------------- | -------------------------------- | ----------------------------------------- |
| المَوقع                             | تتواجَد في المادَة الرَمادية        | تتواجد في المادة البَيضاء                  |
| الامتدادات                         | كَثيرة، قَصيرة الحَجم ،ذات شكل مَوجي | قَليلة، طَويلة الحَجم ،رَفيعه ،ذات شكل مُستقيم |
| وجود الحِمض البروتيني الدِبقي الليفي | حُزم قليلة                        | حُزم كَثيرة (غنية به)                       |